# Личен

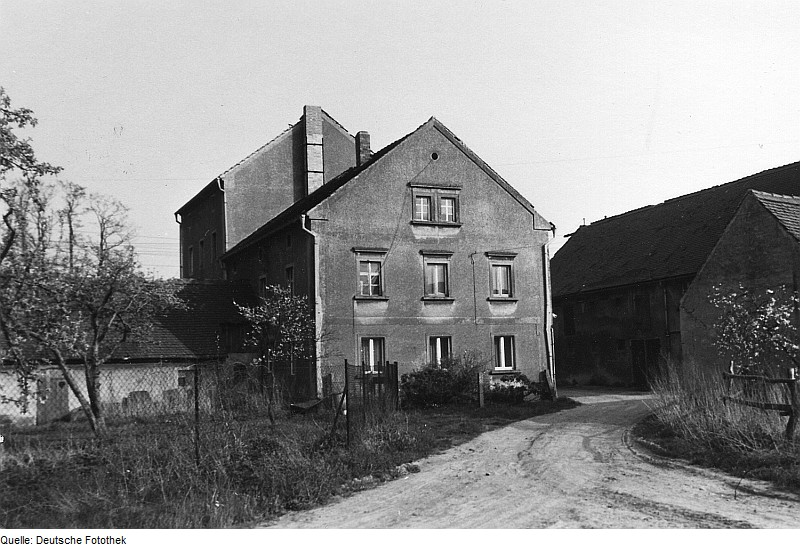

Ли́чен или Злы́чин (нем. Litschen; в.-луж. Złyčinо файле) — деревня в Верхней Лужице, Германия. Входит в состав коммуны Лоза района Баутцен в земле Саксония. Подчиняется административному округу Дрезден.

## География
Находится в южной части района Лужицких озёр на северной окраине Минакальской пустоши площадью около 20 квадратных километров, являющейся одним из самых больших необитаемых лесных массивов Верхней Лужицы. Через деревню проходит железнодорожная линия и на востоке от деревни — автомобильная дорога S108. В окрестностях деревни находятся многочисленные рыбоводческие пруды.
Соседние населённые пункты: на севере — административный центр коммуны Лоза, на юго-востоке — деревня Древцы, на юго-западе — деревня Бедрихецы и на западе — деревня Мортков.

## История
Впервые упоминается в 1516 году под наименованием Lytczschin.
С 1957 по 1994 год входила в коммуну Мортка. С 1994 года входит в современную коммуну Лоза.
В настоящее время деревня входит в состав культурно-территориальной автономии «Лужицкая поселенческая область», на территории которой действуют законодательные акты земель Саксонии и Бранденбурга, содействующие сохранению лужицких языков и культуры лужичан.
Исторические немецкие наименования
- Lytczschin, 1516
- Litschen, 1533
- Litzschen, 1537
- Litzschen, 1551
- Litzschen, 1791

## Население
Официальным языком в населённом пункте, помимо немецкого, является также верхнелужицкий язык.
Согласно статистическому сочинению «Dodawki k statisticy a etnografiji łužickich Serbow» Арношта Муки в 1884 году в деревне проживало 276 человек (из них — 268 серболужичан (97 %)).
Лужицкий демограф Арношт Черник в своём сочинении «Die Entwicklung der sorbischen Bevölkerung» указывает, что в 1956 году при общей численности в 351 человек серболужицкое население деревни составляло 65,5 % (из них верхнелужицким языком владело 183 взрослых и 57 несовершеннолетних).
| 1825 | 1871 | 1885 | 1905 | 1925 | 1939 | 1946 | 1950 | 1964 |
| ---- | ---- | ---- | ---- | ---- | ---- | ---- | ---- | ---- |
| 165  | 214  | 235  | 212  | 229  | 195  | 206  | 222  | 87   |

## Известные жители и уроженцы
- Корла Ян Смолер (1791—1848) — серболужицкий педагог и культурный деятель. Один из основателей серболужицкой культурно-просветительской организации «Матица сербская».
- Ян Павол Нагель (1934—197) — серболужицкий композитор и общественный деятель. Председатель лужицкой культурно-общественной организации «Домовина».